# ВЕС Факкен
ВЕС Факкен — норвезька наземна вітроелектростанція, для розміщення якої обрали округ Трумс у регіоні Нур-Норге (північно-західне узбережжя країни, що омивається Норвезьким морем). На момент створення одна з найпотужніших світових ВЕС з-поміж розташованих за Північним колом.
Майданчик вітроелектростанції розташовано в комуні Карлсей на південь від міста Трумс, на узбережжі фіорду Malangen. Тут встановлено 18 турбін Vestas V90/3000 одиничною потужністю 3 МВт із діаметром ротора 90 метрів. Середньорічне виробництво електроенергії повинне становити 138 млн кВт·год. на рік, що достатньо для забезпечення потреб 7 тисяч норвезьких домогосподарств.
Введена в експлуатацію у 2012 році, ВЕС коштувала приблизно 100 млн доларів США. У цю суму ввійшла також лінія електропередач довжиною 34 км, необхідна для підключення станції до електромережі.